# 574300 Curelaru
574300 Curelaru este o planetă minoră (asteroid) din centura de asteroizi. A fost descoperită pe 10 iulie 2014 la  de O. Vaduvescu  si O. Zamora. 
În anul 2022, la propunerea lui Ovidiu Văduvescu, Uniunea Astronomică Internațională a stabilit numele final al obiectului după numele astronomului amator Lucian Curelaru, membru al EURONEAR, în semn de apreciere pentru contribuțiile sale în proiectele EURONEAR.
Obiectul prezintă o orbită caracterizată de o semiaxă mare de 2,2807553620866 UAi, o excentricitate de 0,10668569712946, o înclinație de 5,491155360357 ° în raport cu ecliptica.